# Ceratocapsus
Ceratocapsus is een geslacht van wantsen uit de familie van de Miridae (Blindwantsen). Het geslacht werd voor het eerst wetenschappelijk beschreven door Odo Reuter in 1876.

## Soorten
Het genus bevat de volgende soorten:

- Ceratocapsus advenus Blatchley, 1926
- Ceratocapsus alayoi Hernandez & Henry, 1999
- Ceratocapsus alvarengai T. Henry, 1983
- Ceratocapsus amapaensis Carvalho & Fontes, 1983
- Ceratocapsus amazonensis Carvalho & Fontes, 1983
- Ceratocapsus apicalis Knight, 1925
- Ceratocapsus apicatus Van Duzee, 1921
- Ceratocapsus argentinus Carvalho & Fontes, 1983
- Ceratocapsus ariquemesus Carvalho & Costa, 1994
- Ceratocapsus aurantiacus T. Henry, 1978
- Ceratocapsus avelinae Maldonado, 1986
- Ceratocapsus bahiensis Carvalho & Fontes, 1983
- Ceratocapsus balli Knight, 1927
- Ceratocapsus barbatus Knight, 1927
- Ceratocapsus barberi Knight, 1930
- Ceratocapsus barensis Carvalho & Fontes, 1985
- Ceratocapsus batistai Carvalho & Fontes, 1985
- Ceratocapsus biformis Knight, 1927
- Ceratocapsus bifurcus Knight, 1927
- Ceratocapsus blatchleyi T. Henry, 1979
- Ceratocapsus boliviensis T. Henry, 1983
- Ceratocapsus boliviosara Carvalho & Fontes, 1983
- Ceratocapsus brunneus T. Henry, 1983
- Ceratocapsus camelus Knight, 1930
- Ceratocapsus castaneus Reuter, 1908
- Ceratocapsus catarinensis Carvalho & Fontes, 1983
- Ceratocapsus cecilsmithi T. Henry, 1979
- Ceratocapsus clavicornis Knight, 1925
- Ceratocapsus complicatus Knight, 1927
- Ceratocapsus consimilis Reuter, 1907
- Ceratocapsus contrastus T. Henry, 1983
- Ceratocapsus corcovadensis Carvalho & Fontes, 1983
- Ceratocapsus cordobensis Carvalho & Fontes, 1983
- Ceratocapsus cubanus Bergroth, 1910
- Ceratocapsus cunealis T. Henry, 1985
- Ceratocapsus cuneotinctus T. Henry, 1983
- Ceratocapsus decurvatus Knight, 1930
- Ceratocapsus denticulatus Knight, 1925
- Ceratocapsus diamantinensis Carvalho & Fontes, 1983
- Ceratocapsus digitulus Knight, 1923
- Ceratocapsus dispersus Carvalho & Fontes, 1983
- Ceratocapsus divaricatus Knight, 1927
- Ceratocapsus downesi Knight, 1927
- Ceratocapsus drakei Knight, 1923
- Ceratocapsus egens (Distant, 1893)
- Ceratocapsus elongatus Uhler, 1894
- Ceratocapsus emboabanus Carvalho & Fontes, 1983
- Ceratocapsus esavianus Carvalho & Ferreira, 1986
- Ceratocapsus fanseriae Knight, 1930
- Ceratocapsus fasciatus Uhler, 1877
- Ceratocapsus fascipennis Knight, 1930
- Ceratocapsus fulvipennis Knight, 1927
- Ceratocapsus fuscinus Knight, 1923
- Ceratocapsus fuscopunctatus T. Henry, 1983
- Ceratocapsus fuscosignatus Knight, 1927
- Ceratocapsus fusiformis Van Duzee, 1917
- Ceratocapsus geminatus Knight, 1930
- Ceratocapsus grandis T. Henry, 1983
- Ceratocapsus graziae Carvalho & Fontes, 1983
- Ceratocapsus guanabarinus Carvalho & Fontes, 1983
- Ceratocapsus guaraniensis Carvalho & Fontes, 1983
- Ceratocapsus guaratibanus Carvalho & Fontes, 1983
- Ceratocapsus guianensis Carvalho & Fontes, 1983
- Ceratocapsus hirsutus T. Henry, 1979
- Ceratocapsus holguinensis Hernandez & Henry, 1999
- Ceratocapsus husseyi Knight, 1930
- Ceratocapsus incisus Knight, 1923
- Ceratocapsus insignis (Distant, 1893)
- Ceratocapsus insperatus Blatchley, 1928
- Ceratocapsus itaguaiensis Carvalho & Fontes, 1983
- Ceratocapsus juglandis Knight, 1930
- Ceratocapsus keltoni T. Henry, 1985
- Ceratocapsus kerri Carvalho & Fontes, 1985
- Ceratocapsus knighti T. Henry, 1979
- Ceratocapsus liliae Carvalho & Ferreira, 1986
- Ceratocapsus lividipes Reuter, 1912
- Ceratocapsus londrinensis Carvalho & Fontes, 1983
- Ceratocapsus lutescens Reuter, 1876
- Ceratocapsus luteus Knight, 1923
- Ceratocapsus manaura Carvalho & Fontes, 1985
- Ceratocapsus mariliensis Carvalho & Fontes, 1983
- Ceratocapsus mcateei Knight, 1927
- Ceratocapsus medius T. Henry, 1983
- Ceratocapsus minensis Carvalho & Fontes, 1983
- Ceratocapsus minuta Uhler, 1893
- Ceratocapsus missionensis Carvalho & Carpintero, 1986
- Ceratocapsus modesta Uhler, 1887
- Ceratocapsus neoboroides Knight, 1930
- Ceratocapsus nevadensis Knight, 1968
- Ceratocapsus nigellus Knight, 1923
- Ceratocapsus nigrocephalus Knight, 1923
- Ceratocapsus nigrocuneatus Knight, 1968
- Ceratocapsus nigropiceus Reuter, 1907
- Ceratocapsus oculatus Knight, 1930
- Ceratocapsus paraguayensis Carvalho & Fontes, 1983
- Ceratocapsus parauara Carvalho & Fontes, 1983
- Ceratocapsus peruanus Carvalho, 1985
- Ceratocapsus piceatus T. Henry, 1979
- Ceratocapsus pilosulus Knight, 1930
- Ceratocapsus pilosus Reuter, 1905
- Ceratocapsus platensis Carvalho & Fontes, 1983
- Ceratocapsus plaumanni Carvalho, 1985
- Ceratocapsus praeustus (Distant, 1893)
- Ceratocapsus proximus Blatchley, 1934
- Ceratocapsus pubescens T. Henry, 1979
- Ceratocapsus pumila Uhler, 1887
- Ceratocapsus punctipes T. Henry, 1983
- Ceratocapsus punctulata Reuter, 1876
- Ceratocapsus quadrispiculus Knight, 1927
- Ceratocapsus riodocensis Carvalho & Fontes, 1983
- Ceratocapsus rondoniensis Carvalho & Costa, 1994
- Ceratocapsus roppai Carvalho & Fontes, 1983
- Ceratocapsus rubricornis Knight, 1927
- Ceratocapsus rufistigmus Blatchley, 1926
- Ceratocapsus schaffneri Carvalho & Costa, 1994
- Ceratocapsus seabrai Carvalho & Fontes, 1983
- Ceratocapsus sericeicola T. Henry, 1983
- Ceratocapsus sericus Knight, 1923
- Ceratocapsus seticornis Knight, 1953
- Ceratocapsus setosus Reuter, 1909
- Ceratocapsus sinopensis Carvalho & Fontes, 1983
- Ceratocapsus spinosus T. Henry, 1978
- Ceratocapsus stonedahli Hernandez & Henry, 1999
- Ceratocapsus surinamensis Carvalho & Fontes, 1983
- Ceratocapsus taxodii Knight, 1927
- Ceratocapsus testatipes T. Henry, 1983
- Ceratocapsus teutonianus Carvalho & Fontes, 1983
- Ceratocapsus tricolor Knight, 1927
- Ceratocapsus truncatus Knight, 1930
- Ceratocapsus tucuruiensis Carvalho & Fontes, 1983
- Ceratocapsus uniformis Knight, 1927
- Ceratocapsus veraensis Carvalho & Fontes, 1983
- Ceratocapsus vicinus Knight, 1923
- Ceratocapsus villosus (Distant, 1884)
- Ceratocapsus vissosensis Carvalho & Ferreira, 1986
- Ceratocapsus vulcanopereirai Carvalho & Fontes, 1983
- Ceratocapsus wheeleri T. Henry, 1979
- Ceratocapsus woytkowskii T. Henry, 1983
- Ceratocapsus wygodzinskyi Carvalho & Fontes, 1983